# Дом Кочневой
Дом Кочневой (дом Ильиных) — памятник архитектуры. Расположен в Санкт-Петербурге, современный адрес дома — набережная реки Фонтанки, 41.
Построен Л. Руска в 1805—1808 годах для купца Ф. Ильина. До блокады Ленинграда автор здания был неизвестен.
Для строительства был отведён небольшой участок, поэтому здание асимметрично, Г-образное в плане.
На красную линию выходит трёхэтажный корпус с безордерным фасадом. Смещённые от центра влево ворота ведут во внутренний двор, под ними находится вход в здание, справа во дворе стоит жилой трёхэтажный флигель и служебные пристройки.
Помещения расположены анфиладой. Внутренняя отделка дома (кафельные печи, паркеты, роспись) хорошо сохранилась, реставрировалась в 1950—1952 годах. Скульптурные фризы «Поклонение Гермесу», «Встреча Афродиты с Аполлоном», «Жертвоприношение» в большом этаже бельэтажа создал И. И. Теребенёв, десюдепорты — М. П. Александр-Уважный, плафоны и панно — Д. Скотти.
С конца XIX века домом владела О. А. Кочнева, которая с 1889 года сдавала в аренду 1-й и 3-й этажи. Третий этаж сначала бессрочно занимали прошлые владельцы, Ильины, так как подобная аренда была среди условий продажи дома Павлу Алексеевичу Кочневу, его жене Ольге и их детям, Владимиру, Александру (помогавших в делах отцу, владельцу фанерной фабрики) и Нине (закончившей в столице Первый медицинский институт и устроившейся работать в Императорский институт экспериментальной медицины). Павел Алексеевич умер в 1906 году, в 1919 году погиб Владимир, Александр до 1940 года жил в Эстонии (после присоединения к СССР он был сослан, умер в ссылке). Нина Павловна (умерла в 1954 году) и Ольга Кочнева (умерла в блокаду в 1942 году) остались в городе после революции, хотя им и пришлось сменить место жительства. Нине Павловне удалось в 1918 году добиться для дома «охранной грамоты», статуса исторического здания, что позволило ему не стать коммунальным жильём.
С 1960-х годов в доме размещается «Ленконцерт».

## Иллюстрации

Росписи парадной лестницы работы Дж. Б. Скотти
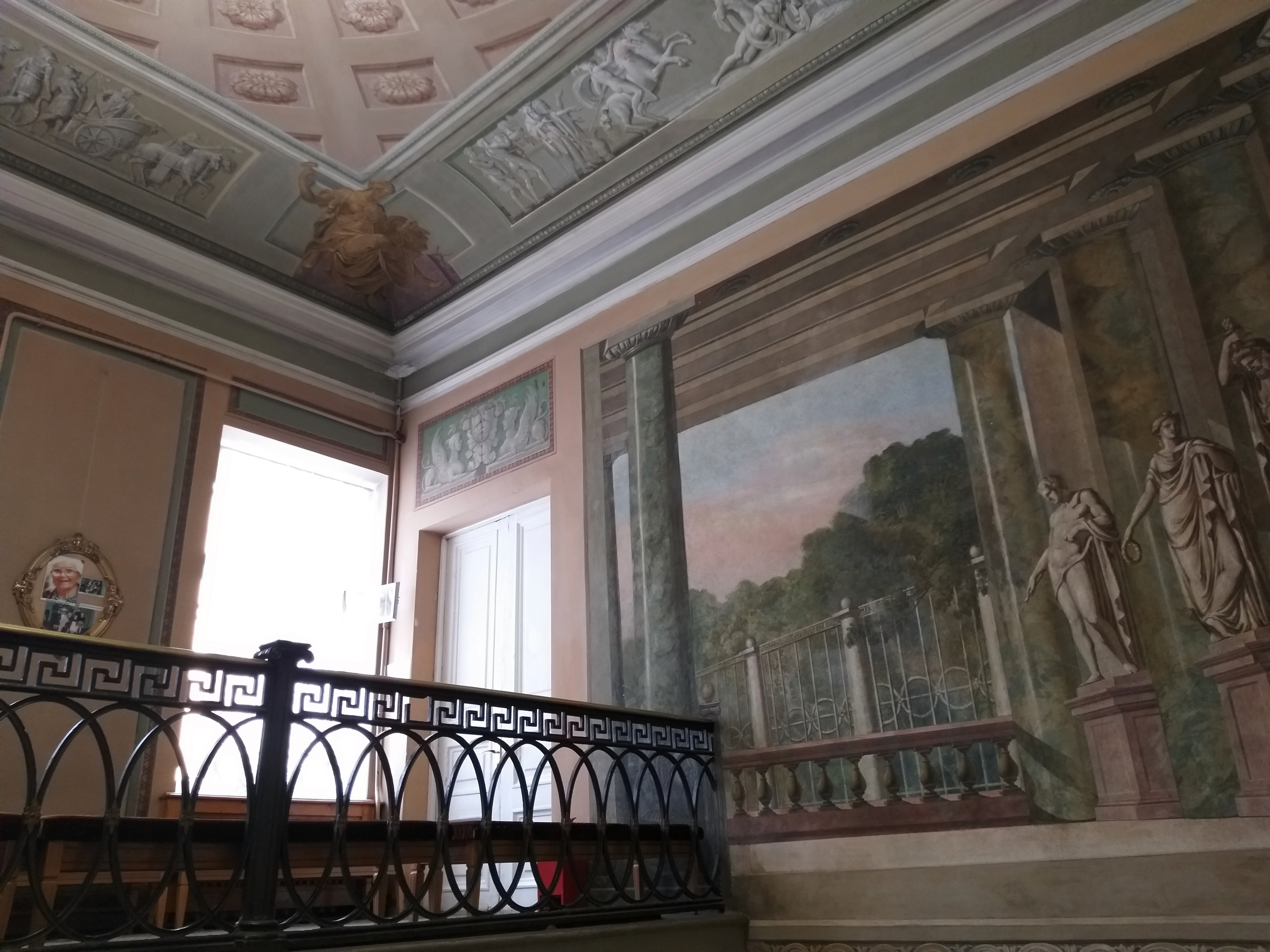
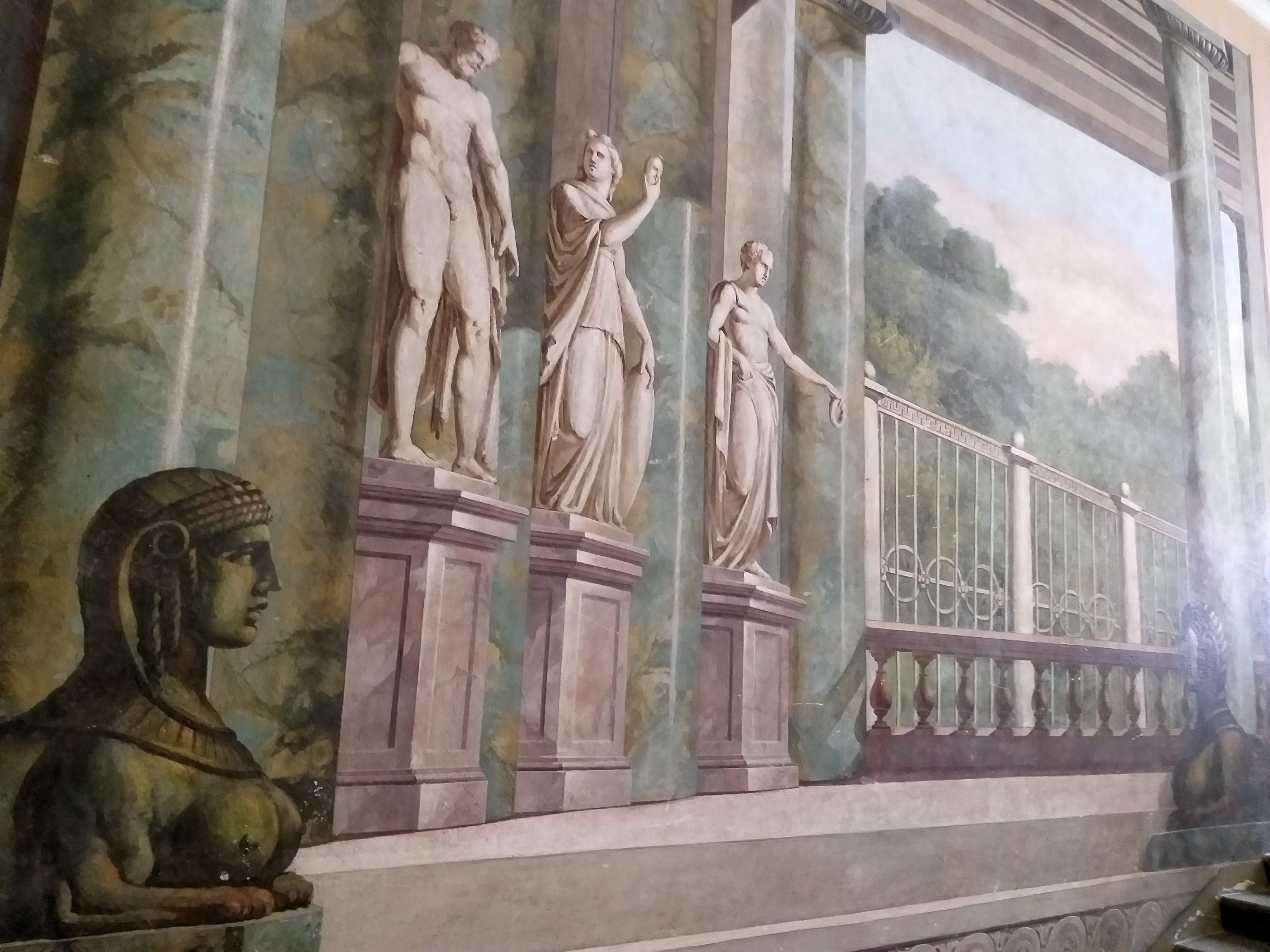
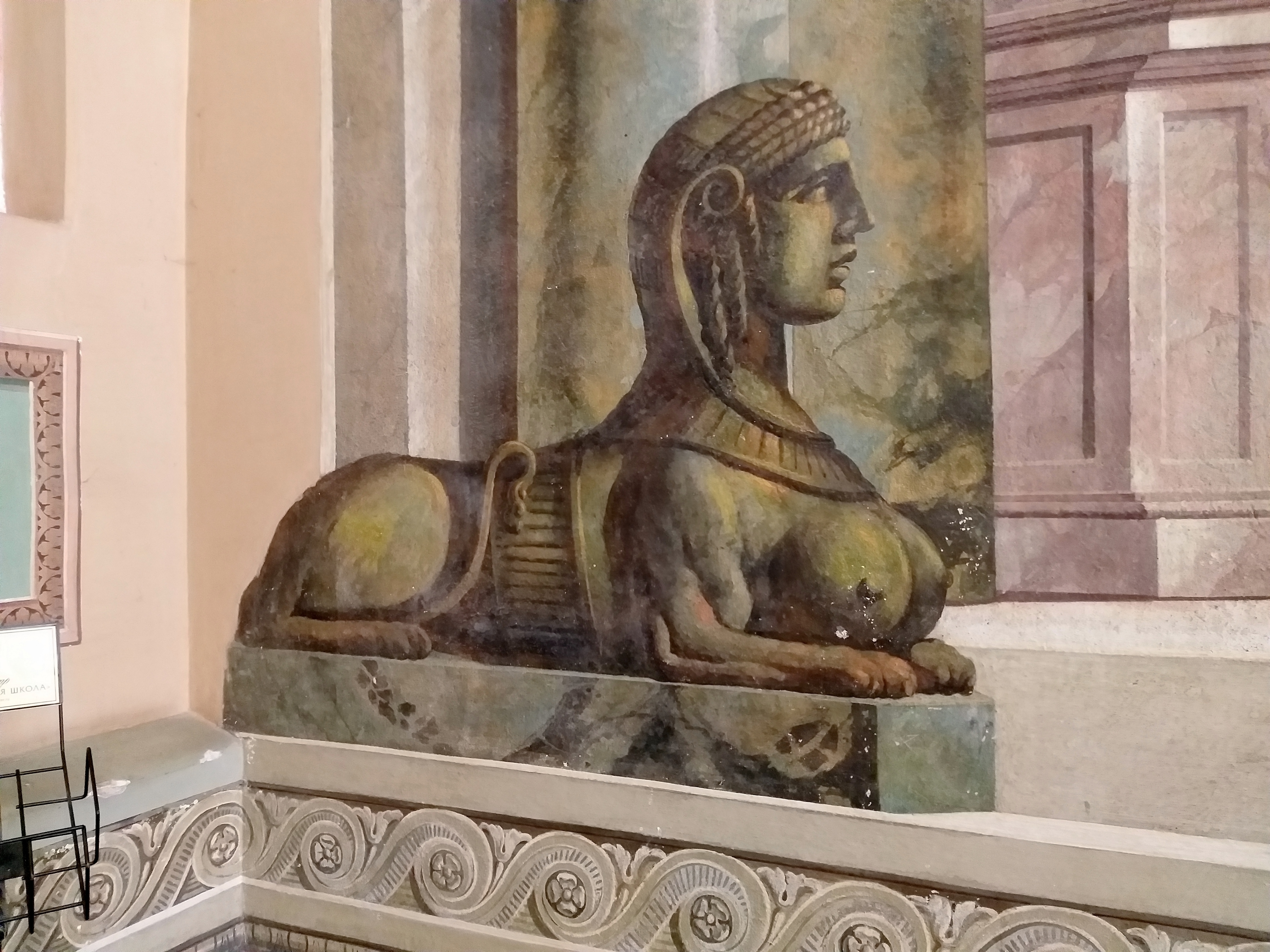
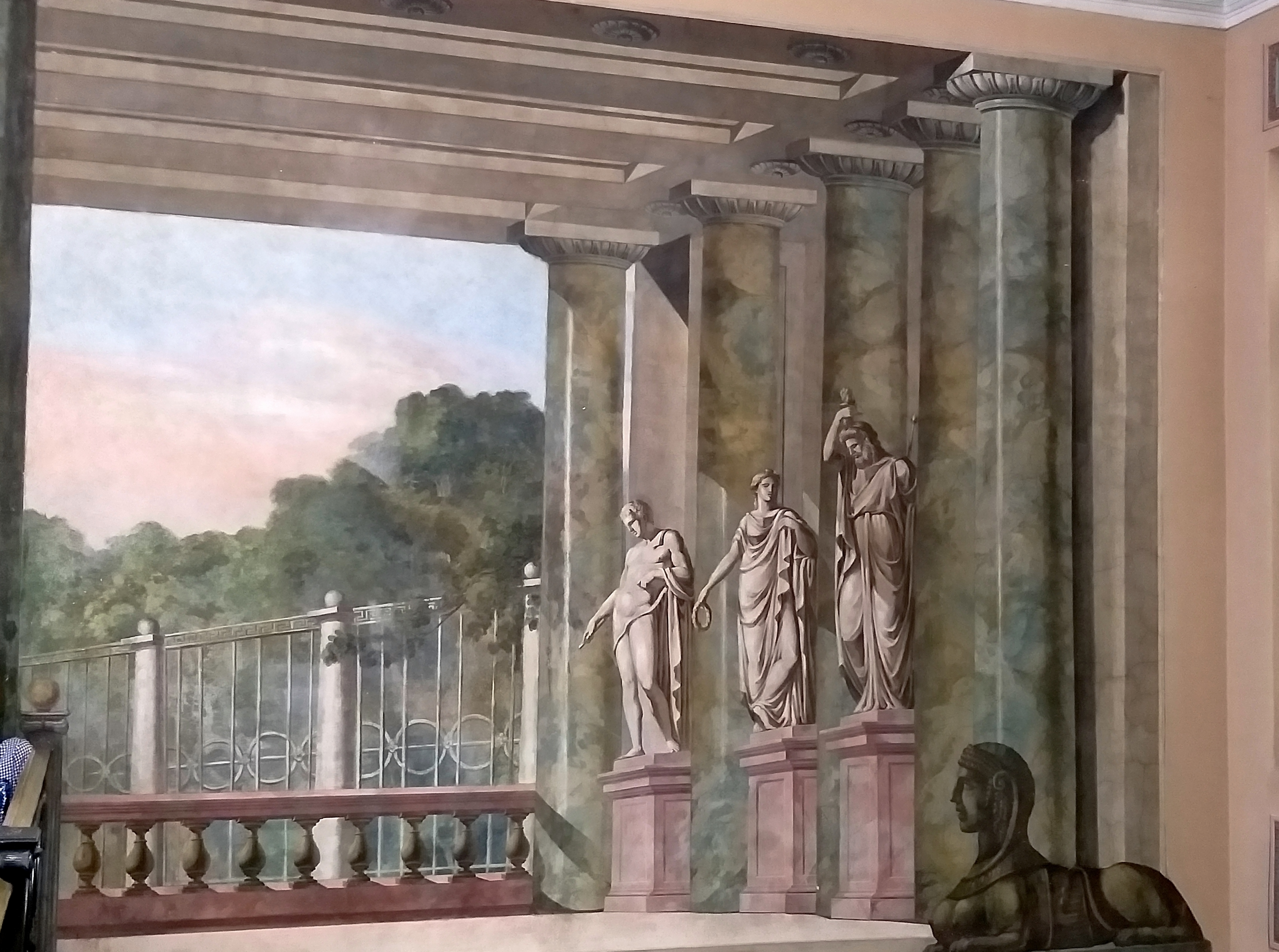
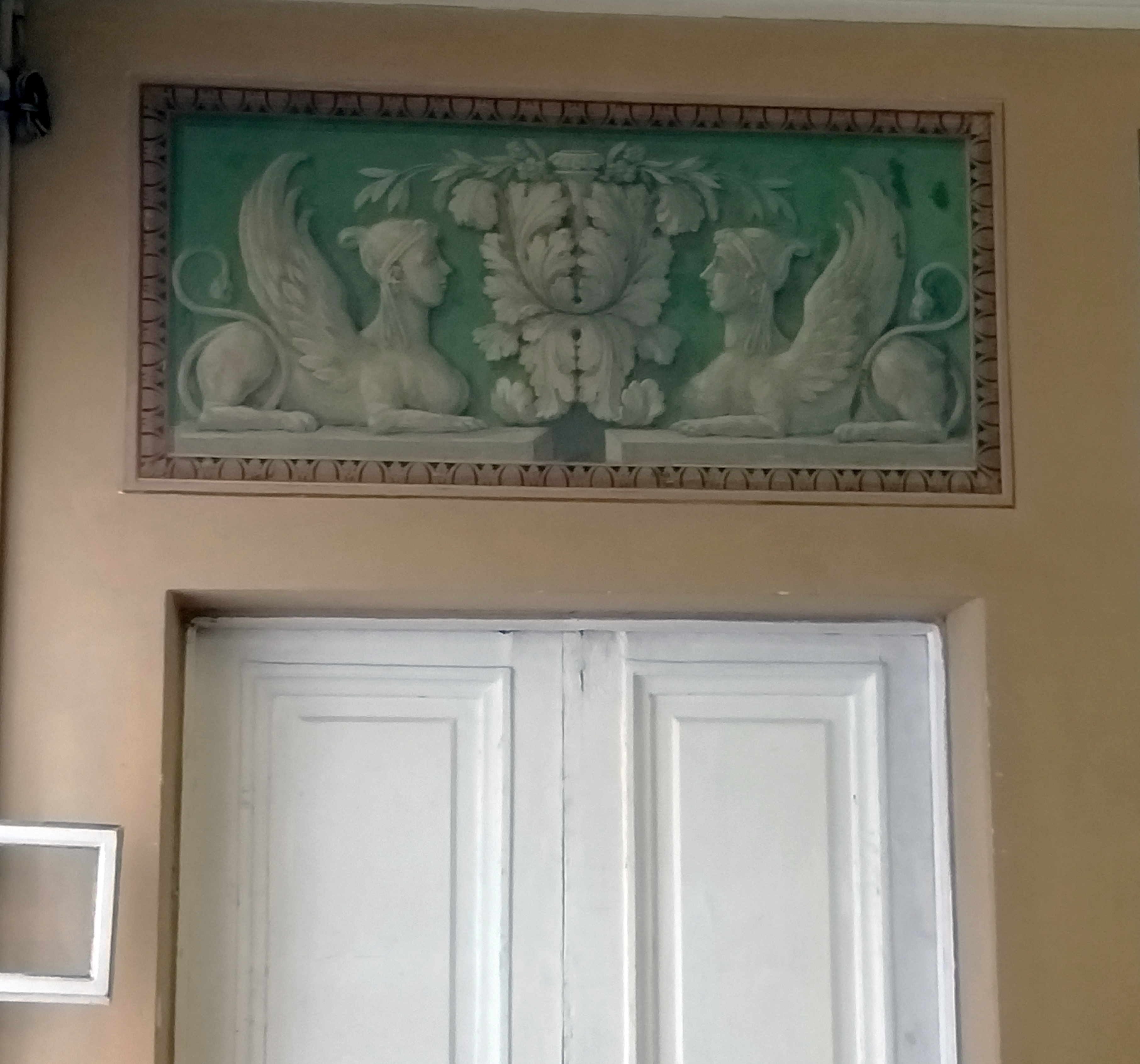
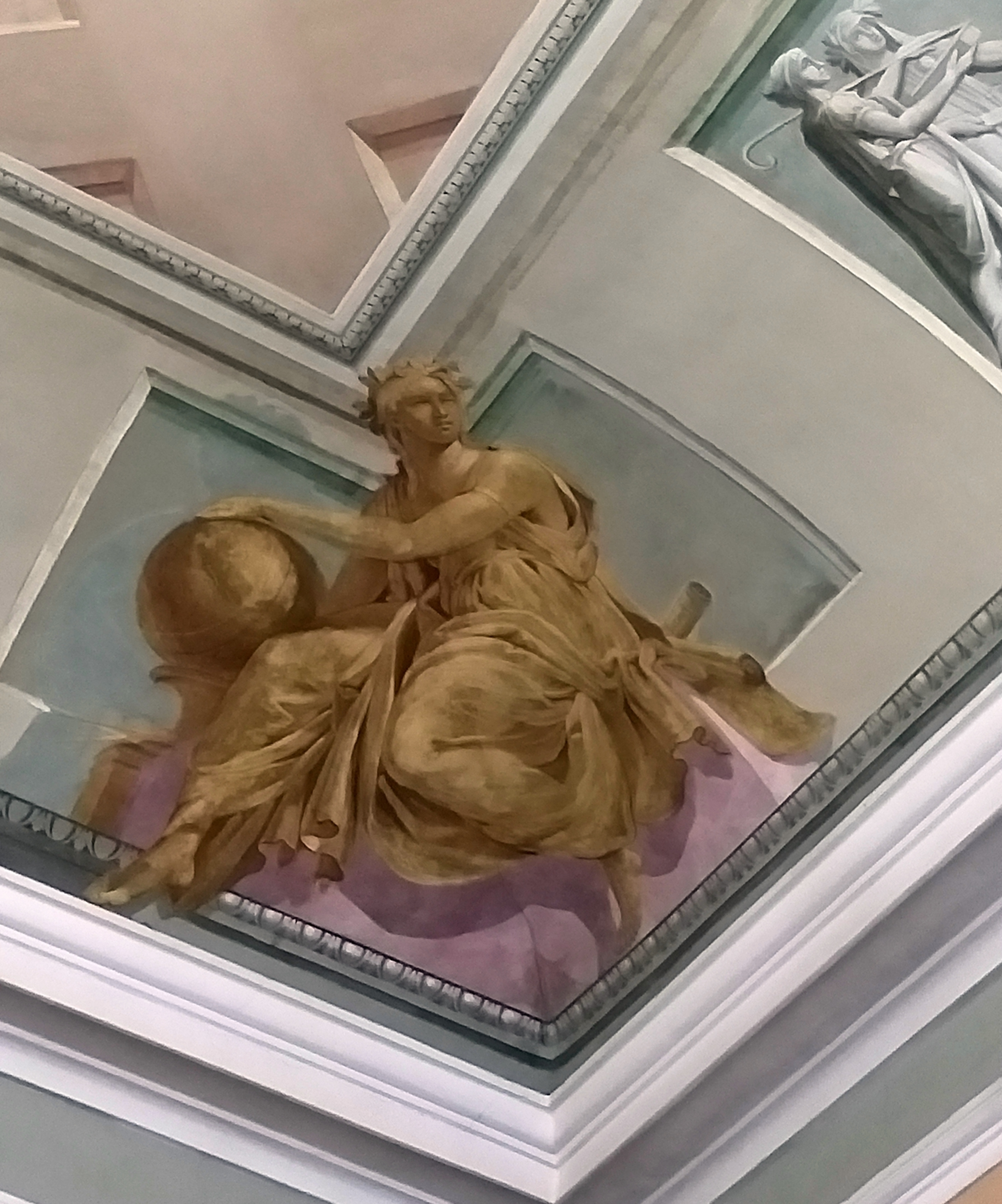
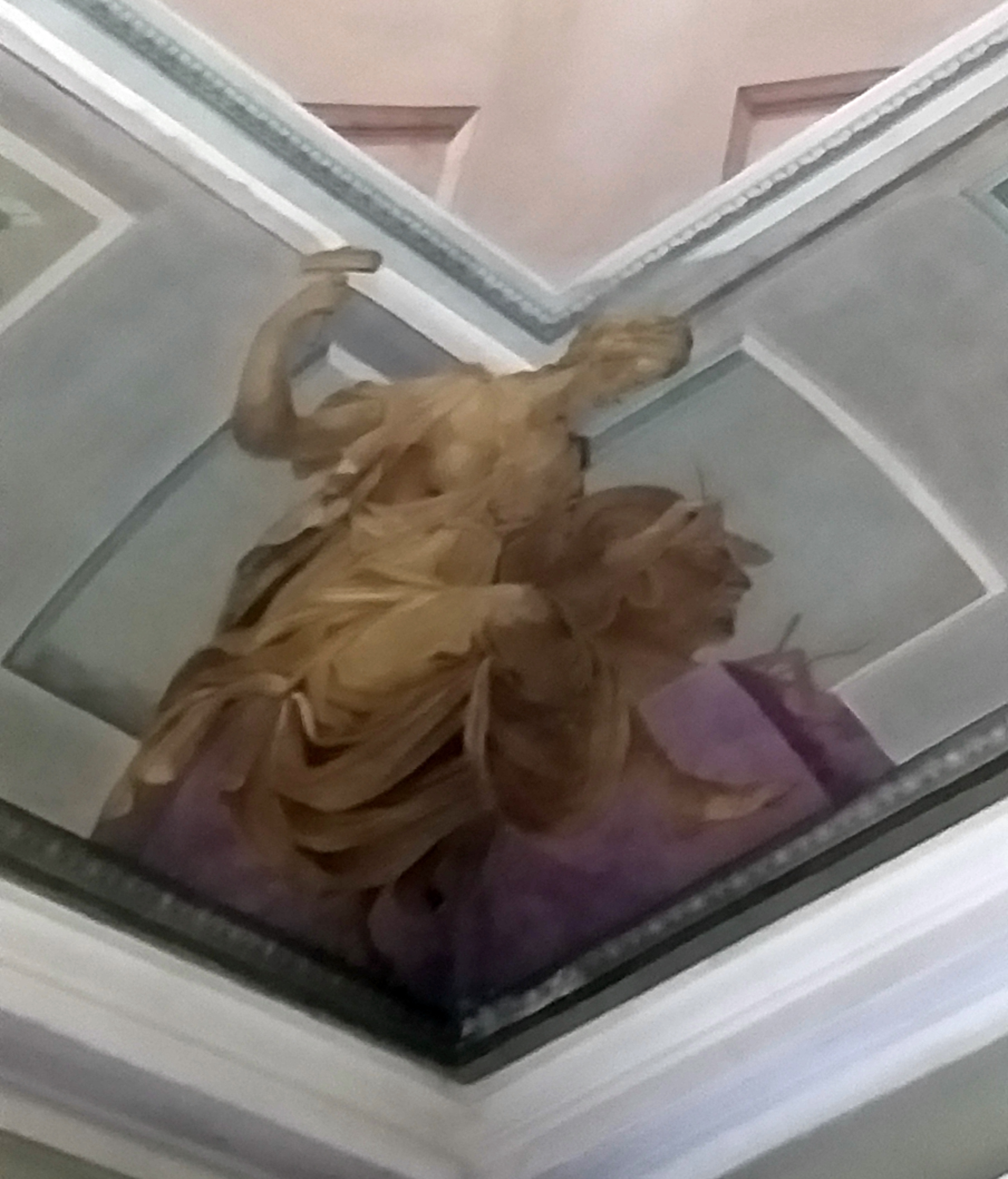
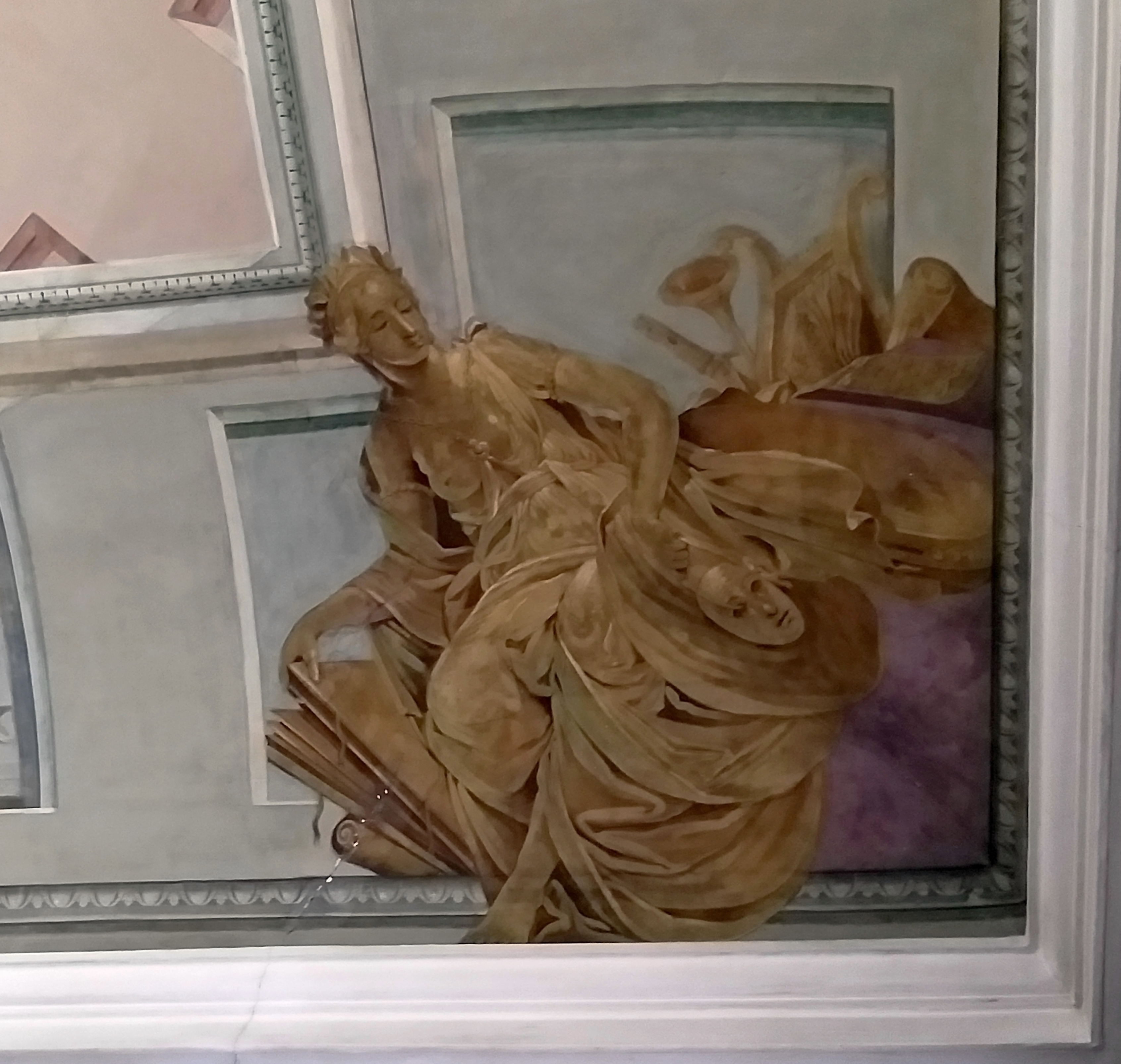
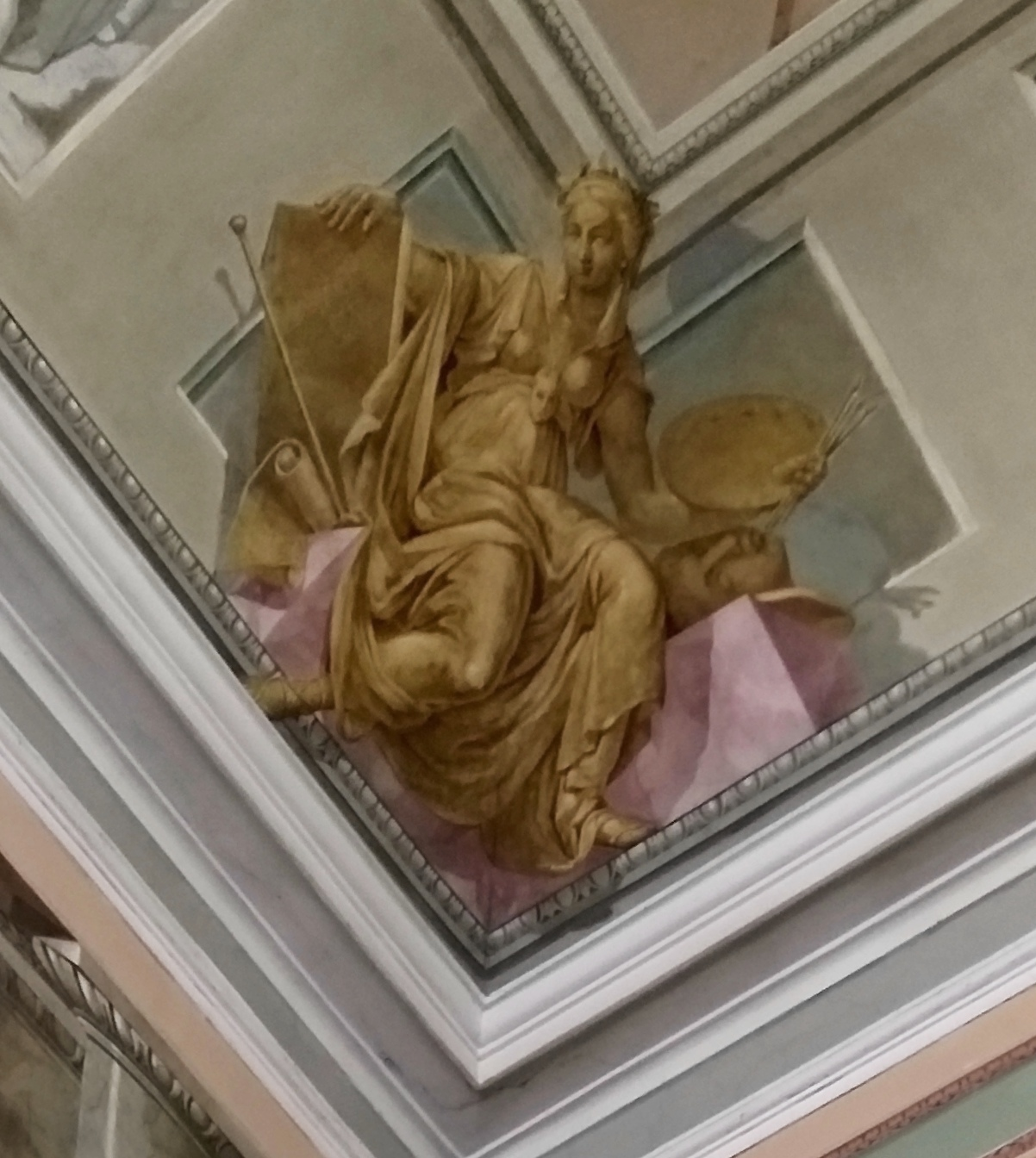
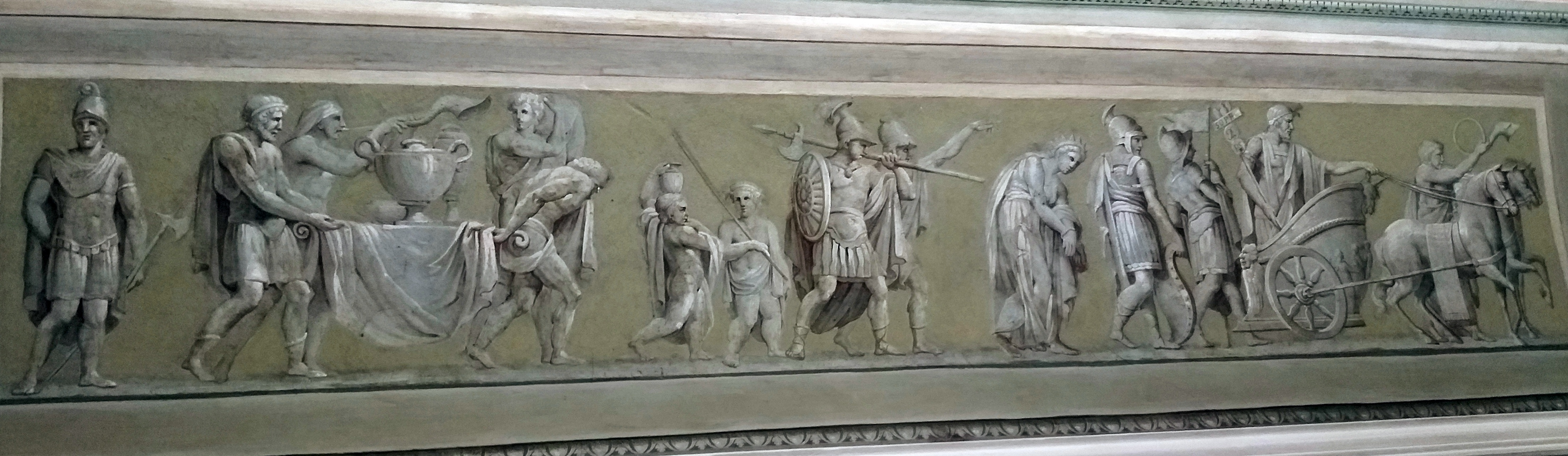
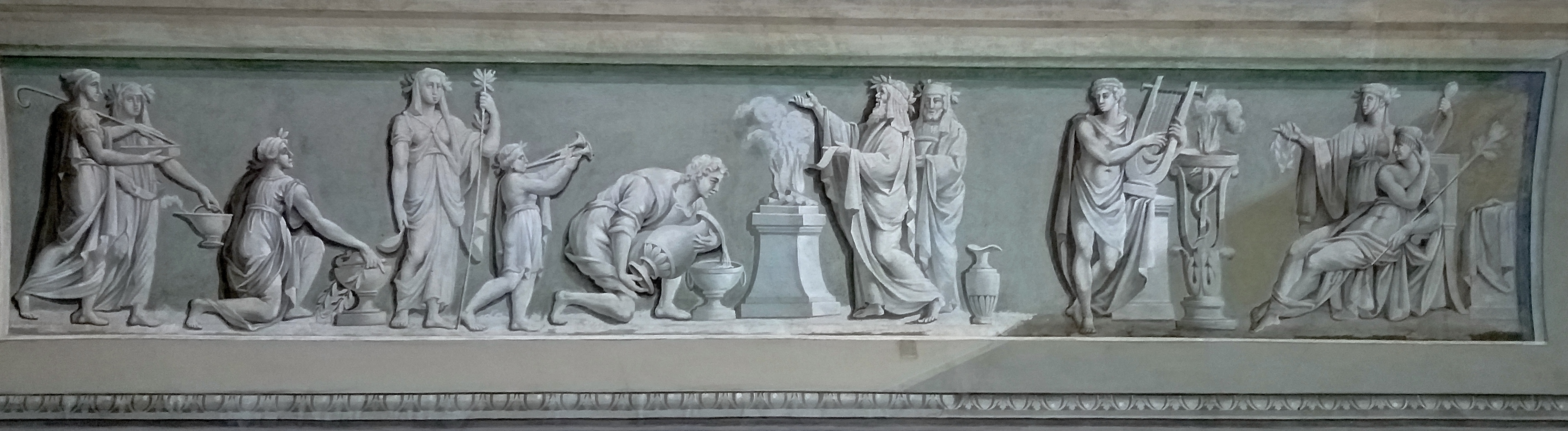
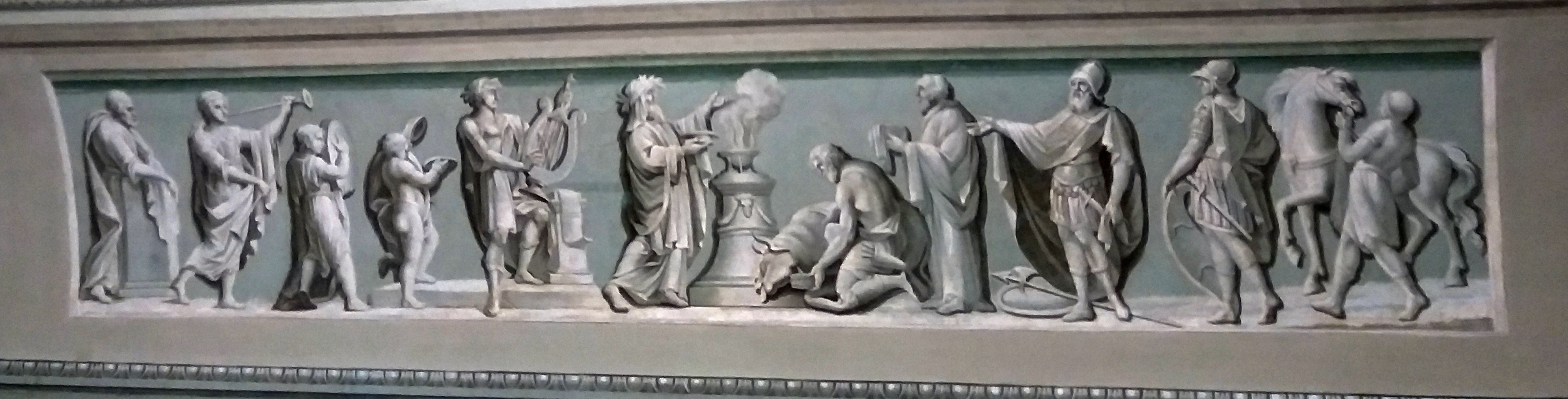
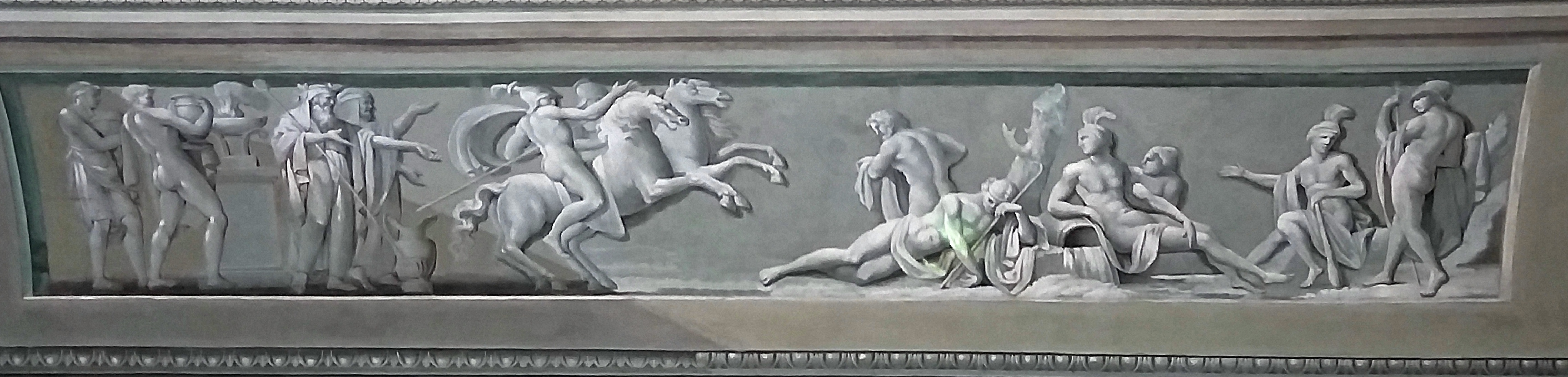